# Ṣ̄
Ṣ̄ (minuscule : ṣ̄), appelé S macron point souscrit, est une lettre latine utilisée dans la romanisation ALA-LC du judéo-arabe, la romanisation ISO 233-1 de l’écriture arabe, la romanisation ISO 11940 du thaï et les romanisations KNAB du thaï et du thaï du Nord, ainsi que dans la romanisation de l’alphabet kharoshthi.
Il s’agit de la lettre S diacritée d’un macron et d’un point souscrit.

## Utilisation
Dans la romanisation ALA-LC du judéo-arabe, ‹ ṣ̄ › translittère ‹ צ׳ › ou ‹ ץ׳ ›.
Dans la romanisation ISO 233-1, ‹ ṣ̄ › translittère le ṣād šaddah ‹ صّ ›, le ṣād et le šaddah étant translittéré avec le s point souscrit et avec le macron suscrit.
Dans la romanisation ISO 11940 du thaï, ‹ ṣ̄ › translittère ‹ ศ ›.
Dans la romanisation KNAB du thaï du Nord, ‹ ṣ̄ › translittère ‹ ᩆ ›.

## Représentations informatiques
Le S macron point souscrit peut être représenté avec les caractères Unicode suivants : 
- composé et normalisé NFC (latin étendu additionnel, diacritiques) :

| formes    | représentations | chaînes de caractères | points de code | descriptions                                                |
| --------- | --------------- | --------------------- | -------------- | ----------------------------------------------------------- |
| majuscule | Ṣ̄               | Ṣ◌̄                    | U+1E62 U+0304  | lettre majuscule latine s point souscrit diacritique macron |
| minuscule | ṣ̄               | ṣ◌̄                    | U+1E63 U+0304  | lettre minuscule latine s point souscrit diacritique macron |

- décomposé et normalisé NFD (latin de base, diacritiques) :

| formes    | représentations | chaînes de caractères | points de code       | descriptions                                                            |
| --------- | --------------- | --------------------- | -------------------- | ----------------------------------------------------------------------- |
| majuscule | Ṣ̄               | S◌̣◌̄                   | U+0053 U+0323 U+0304 | lettre majuscule latine s diacritique point souscrit diacritique macron |
| minuscule | ṣ̄               | s◌̣◌̄                   | U+0073 U+0323 U+0304 | lettre minuscule latine s diacritique point souscrit diacritique macron |